# Siutghiol
Siutghiol (Rumunjski izgovor: [ˈsjut.ɡjol]) je laguna na obali Crnog mora, u županiji Constanța, Sjeverna Dobrudža, Rumunjska. Duga je 7.5 km, široka 2.5 km, površine je preko 20 km2, a najveća dubina joj je18 metara.

## Etimologija
Ime jezera dolazi od turske riječi Sütgöl, što znači "mliječno jezero".

## Otok Ovidiu
Otok Ovidiu je mali otok na zapadnoj strani jezera, 500 m od grada Ovidiua. Na istočnoj strani jezera nalazi se ljetovalište Mamaia, koje leži na pojasu zemlje 8 km u duljinu i samo 300 m u širinu, između Crnog mora i jezera Siutghiol.

## Vanjske poveznice
|  | Zajednički poslužitelj ima još gradiva o temi Siutghiol |